# Алимов, Фахриддин
Фахриддин Алимов (узб. Faxriddin Alimov; род. 4 ноября 1997) — узбекистанский футболист, нападающий.
Воспитанник Самаркандского «Шердора», до 2014 года играл в молодёжной команде данного клуба, в 2015 году некоторое время выступал за «Шердор-2». С весны 2014 года стал привлекаться в основную команду, которая участвует в Про-лиге A Узбекистана.